# Organisme intercantonal de certification
 (octobre 2022).
 (octobre 2022).
Si vous disposez d'ouvrages ou d'articles de référence ou si vous connaissez des sites web de qualité traitant du thème abordé ici, merci de compléter l'article en donnant les références utiles à sa vérifiabilité et en les liant à la section « Notes et références ».
Pour les articles homonymes, voir OIC.
L’Organisme intercantonal de certification Sàrl (OIC) est une société à responsabilité limitée suisse de certification.
L'OIC est accrédité par le Service d'Accréditation Suisse selon les normes ISO 17065 pour les organismes certifiant les produits, les procédés et les services. 
Principalement, l'OIC procède au contrôle et à la certification de denrées alimentaires utilisant un signe de qualité tel que les AOP, les IGP, l'Ordonnance sur les dénominations "Montagne" et "Alpage", l'Ordonnance sur les Parcs, les marques régionales ou d'autres marques et labels privés. Toutefois, l'OIC effectue également des certifications dans certains systèmes de management qualité spécifiques.
L'OIC procède aux contrôles chez les agriculteurs et dans les entreprises de transformation, avant de procéder à la certification. Il se concentre sur les petits producteurs viticoles et non les grands fabricants. Il effectue également des contrôles bio.

## Historique
L'OIC a été créé en 1998, en société simple, par convention signée entre les cantons de Berne, Fribourg, Tessin, Vaud, Valais, Neuchâtel, Genève et Jura. 
En 2012, le canton de Berne s'est retiré en 2012 lors de la création de la Société à responsabilité limitée. 
La mission de l'OIC est de soutenir l'agriculture dans les cantons propriétaires par le développement des signes de qualité dans les produits alimentaires. 

## Activités

### Appellations d'origine protégée
- Abricotine / Eau-de-vie d’abricot du Valais AOP  - Eau-de-vie produite dans le canton du Valais, à base d'abricots de la variété Luizet cultivés en Valais, avec une tolérance de 10% pour d'autres variétés d'abricots.
- Berner Alpkäse / Berner Hobelkäse AOP - Fromage gras, à pâte dure pour le Berner Alpkäse, à pâte extra-dure pour le Berner Hobelkäse, au lait cru de vache, produite principalement dans l'Oberland bernois, affiné au minimum 4 mois et demi pour le Berner Alpkäse et au minimum 18 mois pour le Berner Hobelkäse.
- Damassine AOP  - Eau-de-vie produite dans le canton du Jura, à base de damassons rouges cultivés dans le canton du Jura.
- Eau-de-vie de poire du Valais AOP - Eau-de-vie produite dans le canton du Valais, à base de poires de la variété Williams cultivées en Valais.
- Emmentaler AOP  - Fromage gras à pâte dure au lait cru de vache, produit en Suisse alémanique, affiné au minimum 4 mois.
- L'Etivaz AOP  - Fromage gras à pâte dure au lait cru de vache, produit dans des chalets situés entre 1000 et 2000 mètres d'altitude dans le district du Pays d'Enhaut, dans le canton de Vaud, affiné au minimum 4 mois et demi.
- Formaggio d’alpe ticinese AOP  - Fromage gras à pâte mi-dure au lait cru, à base de lait de vache avec maximum 30% de lait de chèvre, produit dans le canton du Tessin, affiné au minimum 2 mois.
- Gruyère AOP  - Fromage gras à pâte dure au lait cru de vache, produit principalement dans les cantons de Fribourg, de Vaud, de Neuchâtel et du Jura, affiné au minimum 5 mois.
- Munder Safran AOP - Safran cultivé et cueilli dans la commune de Mund, dans le canton du Valais.
- Pain de seigle valaisan AOP  - Pain typique, produit dans le canton du Valais, à base de farine complète composée d'au minimum 90% de seigle valaisan et d'au maximum 10% de froment valaisan.
- Tête de moine AOP  - Fromage gras à pâte mi-dure au lait cru de vache, produit dans le canton du Jura et dans le Jura bernois, affiné au minimum 100 jours.
- Vacherin fribourgeois AOP  - Fromage gras à pâte mi-dure au lait cru de vache, produit principalement dans le canton de Fribourg, affiné au minimum  9 semaines.
- Vacherin Mont-d'Or AOP  - Fromage gras à pâte molle au lait thermisé de vache, produit principalement dans le canton de Vaud, affiné au minimum 17 jours, conditionné avec une sangle et une boîte en épicea.

### Indications géographiques protégées
- Jambon cru du Valais IGP  - Jambon cru, produit dans le canton du Valais, à base de porcs suisses, contenant des plantes aromatiques.
- Lard sec du Valais IGP - Lard sec, produit dans le canton du Valais, à base de porcs suisses, contenant des plantes aromatiques.
- Longeole IGP - Saucisse crue produite dans le canton de Genève, à base de porcs suisses, contenant des graines de fenouil et du poivre moulu.
- Saucisse d'Ajoie IGP - Saucisse fumée produite dans le district de Porrentruy, dans le canton du Jura, à base de porcs suisses avec au maximum 10 % de bœufs suisses, contenant du cumin, du poivre blanc moulu et de l'ail.
- Saucisson neuchâtelois / Saucisse neuchâteloise IGP - Saucisse crue fumée produite dans la canton de Neuchâtel, à base de porcs suisses, contenant du poivre et de l'ail.
- Viande séchée du Valais IGP  - Viande séchée, produite dans le canton du Valais, à base de bovins suisses, contenant des épices et des herbes.

### Ordonnances fédérales
- Ordonnance fédérale sur les dénominations "montagne" et "alpage"   - Aliment produit dans une région de montagne ou dans une région d'estivage.
- Ordonnance sur les Parcs   - Aliment dont au moins 80% du total des ingrédients proviennent du parc naturel régional. Les étapes de transformation ont généralement lieu dans le parc; dans le cas contraire, minimum 2/3 de la valeur ajoutée doit être générée dans le parc.

### Marques et labels privés
- Suisse garantie  - Aliment dont au moins 90% du total des ingrédients proviennent de Suisse.
- Plant Robert Robez Robaz - Vin produit dans le vignoble de Lavaux avec 100% du cépage plant Robert, un vieux cépage rouge de Lavaux.
- Viande chevaline suisse l'Originale  - Viande issue de chevaux suisses.

### Marques régionales
- Migros De la Région  - Aliment dont au moins 80% du total des ingrédients proviennent de l'aire géographique définie par la coopérative Migros concernée. Les étapes de transformation ont généralement lieu dans l'aire géographique ; dans le cas contraire, minimum 2/3 de la valeur ajoutée doit être générée dans l'aire géographique.
- Vaud+ certifié d'ici  - Aliment dont au moins 80% du total des ingrédients proviennent du canton de Vaud. Les étapes de transformation ont généralement lieu dans le canton de Vaud; dans le cas contraire, minimum 2/3 de la valeur ajoutée doit être générée dans le canton de Vaud.
- Neuchâtel Vins et Terroir  - Aliment dont au moins 80% du total des ingrédients proviennent du canton de Neuchâtel. Les étapes de transformation ont généralement lieu dans le canton de Neuchâtel; dans le cas contraire, minimum 2/3 de la valeur ajoutée doit être générée dans le canton de Neuchâtel.
- Marque Valais  - Aliment dont au moins 90% du total des ingrédients proviennent du canton du Valais.
- Genève Région Terre Avenir   - Aliment dont au moins 90% du total des ingrédients proviennent du canton de Genève.
- Terroir Fribourg  - Aliment dont au moins 80% du total des ingrédients proviennent du canton de Fribourg ou d'une commune limitrophe.
- Spécialité du canton du Jura   - Aliment dont au moins 80% du total des ingrédients proviennent du canton du Jura et du Jura bernois. Les étapes de transformation ont généralement lieu dans le canton du Jura; dans le cas contraire, minimum 2/3 de la valeur ajoutée doit être générée dans le canton du Jura.
- Jura bernois Produits du terroir - Aliment dont au moins 80% du total des ingrédients proviennent du canton du Jura et du Jura bernois. Les étapes de transformation ont généralement lieu dans le Jura bernois ; dans le cas contraire, minimum 2/3 de la valeur ajoutée doit être générée dans le Jura bernois.
- Pays d'Enhaut Produits authentiques  - Aliment dont au moins 80% du total des ingrédients proviennent du district du Pays d'Enhaut, dans le canton de Vaud. Les étapes de transformation ont généralement lieu dans le Pays d'Enhaut; dans le cas contraire, minimum 2/3 de la valeur ajoutée doit être générée dans le Pays d'Enhaut.
- Das Beste der Region  - Aliment dont au moins 80% du total des ingrédients proviennent de la région concernée. Les étapes de transformation ont généralement lieu dans la région ; dans le cas contraire, minimum 2/3 de la valeur ajoutée doit être générée dans la région.

### Systèmes de management qualité
- MQ Fromarte - MQ Fromarte est un système de management de sécurité alimentaire spécifiquement créé pour les fromageries.
- Vaud Œnotourisme - Vaud Oenotourisme garantit que les signataires de la charte Vaud Oenotourisme respectent leurs engagements liés à la valorisation et au développement de l'activité oenotouristique vaudoise, à la mise en place d'un accueil personnalisé et chaleureux, à la promotion des produits et des spécialités vaudoises, à la communication relative à la richesse du terroir vaudois ainsi qu'à la participation active au réseau des signataires de la charte.

- nutriMenu - nutriMenu vise à identifier, par l'utilisation appropriée d'un logiciel, les plats/menus cuisinés dans les restaurations professionnelles, dans la préparation desquelles l’équilibre alimentaire déterminé par les recommandations nutritionnelles officielles suisses de l’OSAV (Office fédéral de la sécurité alimentaire et des affaires vétérinaires) a été respecté.
- Repas Agri Local - Repas Agri Local est un système de management qualité ayant pour but de garantir un standard de qualité concernant l’alimentation des enfants, en intégrant des ingrédients locaux et/ou bio, l'équilibre alimentaire, le respect de l'environnement et une cuisine fait maison.